# 아이젠하워 달러
아이젠하워 달러(영어: Eisenhower dollar)는 1971년부터 1978년까지 미국 조폐국에서 발행한 1달러 주화이다. 1935년 피스 달러 발행이 중단된 이후 조폐국에서 발행한 첫 미국 1달러 주화이다. 주화 앞면에는 드와이트 D. 아이젠하워 대통령이, 뒷면에는 1969년 아폴로 11호 달 착륙 임무를 기념하는 양식화된 이미지가 그려져 있다. 양면 모두 프랭크 가스파로가 디자인했으며, 뒷면은 마이클 콜린스 우주비행사가 디자인한 임무 패치를 기반으로 했다. 이 주화는 유통 주화 중 은을 포함하지 않은 유일한 대형 미국 달러 주화이다.
1965년, 귀금속 가격 상승으로 인해 조폐국은 은 대신 구리-니켈 피복 주화를 주조하기 시작했다. 30년 동안 달러 주화가 발행되지 않았지만, 1969년부터 의원들은 달러 주화를 다시 유통시키려고 했다. 아이젠하워가 그해 3월에 사망한 후, 그를 새로운 주화로 기리기 위한 여러 제안이 있었다. 이러한 법안들은 일반적으로 폭넓은 지지를 얻었지만, 새로운 달러 주화를 일반 금속으로 주조할 것인지 40% 은으로 주조할 것인지에 대한 논쟁으로 통과가 지연되었다. 1970년, 아이젠하워 달러를 유통용으로는 일반 금속으로, 수집용으로는 40% 은으로 주조하기로 합의가 이루어졌다. 1970년 12월 31일, 아이젠하워 밑에서 미국의 부통령을 지냈던 리처드 닉슨 대통령은 새로운 주화 주조를 승인하는 법안에 서명했다.
40% 은 수집용 주화는 잘 팔렸지만, 새로운 일반 금속 달러는 네바다주 카지노 안팎을 제외하고는 거의 유통되지 않았다. 카지노에서는 개인 발행 토큰보다 이 주화를 선호했다. 1975년 날짜가 새겨진 달러 주화는 없으며, 그 해와 1976년에 주조된 주화에는 1776–1976의 이중 날짜와 미국 독립 200주년을 기념하는 데니스 R. 윌리엄스의 특별 뒷면 디자인이 새겨져 있다. 1977년부터 조폐국은 번거로운 아이젠하워 달러를 더 작은 주화로 대체하려고 했다. 의회는 1979년부터 주조된 수전 B. 앤서니 달러를 승인했지만, 이 주화 역시 유통에 실패했다. 낮은 비용과 짧은 발행 기간으로 인해 아이젠하워 달러 완전 세트는 비교적 저렴하게 수집할 수 있으며, 동전 수집가들 사이에서 인기를 얻고 있다.

## 배경
은 달러는 서부를 제외하고는 거의 유통되지 않아 인기가 없었다. 이는 금속을 화폐화하는 수단으로 사용되었고, 주조된 후에는 일반적으로 은행 금고에 보관되었다. 은으로 만들어진 마지막 유통 달러인 피스 달러는 1935년 이후 주조되지 않았으며, 그 후 25년간 대부분의 해에 은 달러의 귀금속 가치는 70센트를 넘지 않았다. 그러나 1960년대 초 은 가격이 상승하면서 은행과 정부가 보유하고 있던 엄청난 양의 은 달러는 은 증서의 상환을 통해 대중에게 풀렸다. 이로 인해 서부 주에서 은 달러가 부족해졌고, 이 지역의 이해관계자들은 더 많은 달러 발행을 요구했다.
1964년 8월 3일, 의회는 4천 5백만 개의 은 달러 주화를 주조하는 법안을 통과시켰다. 이 법안은 은 가격이 온스당 1.29달러를 넘어서면서 주화가 귀금속으로서의 가치가 통화로서의 가치보다 높아져 유통에서 사라지게 되면서 (그레셤의 법칙에 따라) 제정되었다. 새로운 주화는 네바다주 카지노와 "경화(hard money)"가 인기 있는 서부 지역에서 사용될 예정이었다. 화폐학 간행물들은 달러 주화를 주조하는 것이 자원 낭비라고 불평했다. 이 법은 은 달러를 많이 사용했던 주를 대표하는 상원 원내대표, 마이크 맨스필드 (민주당 – 몬태나)의 강력한 요청으로 통과되었다. 조폐국장 에바 애덤스와 그녀의 직원들이 그를 설득하려 노력했지만, 맨스필드 상원의원은 취소나 지연을 고려하지 않았고, 1965년 5월 12일, 덴버 조폐국은 1964-D 피스 달러 주조를 시작했다. 조폐국은 1964년 날짜 주화를 1965년까지 계속 주조할 수 있는 의회의 승인을 얻었다.
새로운 주화에 대한 공개 발표는 1965년 5월 15일에 이루어졌으나, 거센 반대에 부딪혔다. 대중과 많은 의원들은 심각한 주화 부족 시기에 이 주화 발행을 조폐국 자원의 부적절한 사용으로 보았으며, 이는 주화 딜러에게만 이득이 될 것이라고 생각했다. 5월 24일, 급히 소집된 의회 청문회 전날, 애덤스는 이 주화들이 시제품으로 간주되며 유통을 목적으로 하지 않았다고 발표했다. 조폐국은 나중에 316,076개의 주화가 주조되었으며, 모두 삼엄한 경비 속에서 녹아버렸다고 밝혔다. 반복을 방지하기 위해 의회는 1965년 주화법에 5년 동안 은 달러 주조를 금지하는 조항을 삽입했다. 이 법은 또한 다임과 쿼터에서 은을 제거하고, 하프 달러의 은 함량을 40%로 줄였다.

## 구상

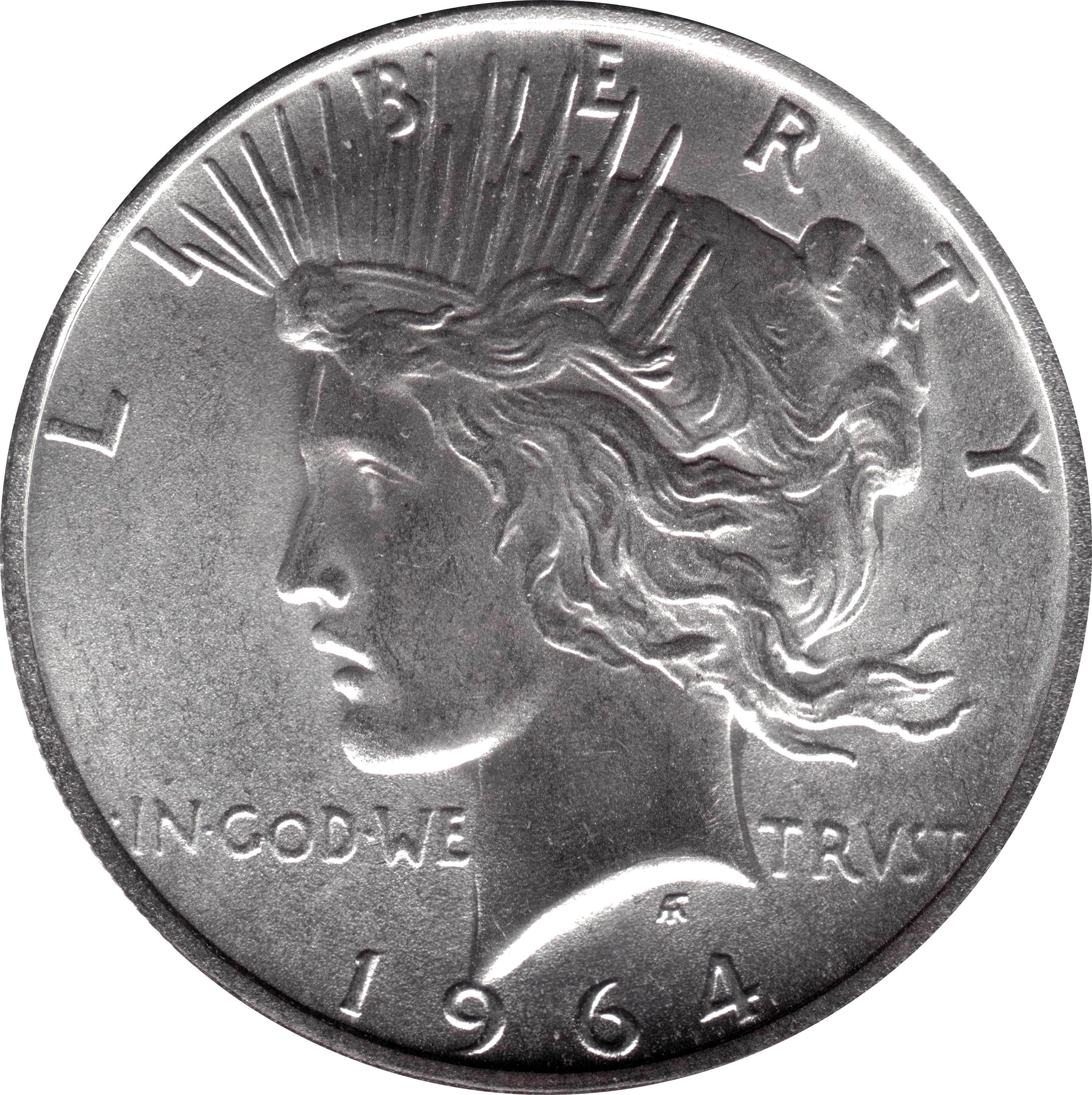
사설 조폐국에서 실제 은 달러 위에 비공식적으로 주조된 1964-D 피스 달러

1969년, 닉슨 행정부 조폐국장 메리 브룩스는 1달러 주화의 재발행을 추진했다. 이 시기에는 귀금속 가격 상승으로 케네디 하프 달러에 은을 계속 사용하는 것이 위협받았지만, 브룩스는 달러를 은화로 유지하기를 바랐다. 브룩스의 새로운 은 달러 제안은 하원 은행 위원회 위원장인 라이트 팻맨의 반대에 부딪혔다. 그는 닉슨의 전임자인 린든 B. 존슨에게 설득되어 하프 달러에 은을 계속 사용하는 것을 지지했으나, 이는 그의 양심에 반하는 것이었다.
1969년 3월 28일, 전 대통령이자 제2차 세계대전 장군이었던 드와이트 D. 아이젠하워가 사망했다. 얼마 후, 아이젠하워와 마찬가지로 공화당원인 뉴저지주 하원의원 플로렌스 드와이어는 제안된 1달러 주화에 그의 모습을 새길 것을 제안했다. 그녀는 민주당 미주리주 하원의원 레오노어 설리번과 대화했고, 설리번은 민주당 대통령 존 F. 케네디의 모습을 새긴 하프 달러에 대한 "균등한 시간"으로 아이젠하워의 초상화를 달러에 새겨야 한다고 동의했다. 코네티컷주 하원의원 로버트 N. 자이아모는 은 함량이 없는 아이젠하워 달러를 승인하는 법안을 제출했다. 행정부와 의회 의원들(자이아모 포함)로 구성된 화폐 주조 합동 위원회는 1969년 봄에 달러 주화 발행을 권고했다. 또한 하프 달러에서 은을 없애고, 희귀 은 달러를 재무부에서 총무청 (GSA)으로 이전하여 판매할 것을 요구했다. 자이아모는 이 주화가 유통되는 달러 주화가 없는 상황에서 자체 토큰을 발행하던 카지노와 고가 품목을 판매하기 시작한 자판기 산업에서 유용할 것이라고 언급했다.
1969년 10월 3일, 하원 은행 위원회는 일반 금속 아이젠하워 달러 법안을 통과시켰고, 팻맨은 고(故) 대통령의 생일인 10월 14일까지 하원 전체에서 승인되기를 바란다고 말했다. 10월 6일, 법안 발의자들은 수정안을 허용하지 않는 절차적 투표에서 패배했다. 일부 의원들은 법안이 고려되는 방식에 반대했지만, 아이오와주 하원의원 H. R. 그로스는 제안된 주화의 일반 금속 구성에 반대했다: "아이젠하워 대통령의 기억에 폐기물 금속으로 만들어진 달러를 주조하는 것은 결코 도움이 되지 않을 것입니다." 양원은 아이젠하워의 생일인 10월 14일에 투표했다. 하원은 행정부가 지지하는 일반 금속 달러 법안을 통과시켰지만, 상원은 콜로라도주 상원의원 피터 도미닉이 수정하여 40% 은으로 주조할 것을 요구하는 법안을 통과시켰다. 상원 수정안 통과에 결정적인 역할을 한 것은 매미 아이젠하워의 편지였다. 그녀는 남편이 은 달러를 기념품으로 주는 것을 좋아했으며, 자신이 태어난 해인 1890년에 주조된 주화를 얻기 위해 노력했다고 회고했다. 아이다호주 상원의원 제임스 맥클루어는 "아이젠하워 장군과 같은 위대한 대통령에게 은을 주화에서 빼는 것은 품위에 어긋난다"고 말했다. 1969년 10월 29일, 텍사스주 하원의원 로버트 R. 케이시는 아이젠하워와 최근의 아폴로 11호 달 착륙을 모두 기리는 법안을 제출했다. 이러한 조항들은 아이젠하워 달러를 승인하는 제정 법안의 일부가 될 것이었다. 케이시는 원래 아폴로 11호의 임무 주제인 "우리는 모든 인류를 위해 평화롭게 왔다"를 주화에 새기기를 원했다. 그러나 조폐국이 그 문구를 새길 공간이 없다고 통보하자, 그는 뒷면 디자인이 그 주제를 상징하도록 요구하는 것으로 만족했다.
1970년 3월, 양원은 수집가 등을 위해 40% 은 합금으로 1억 5천만 개의 달러를 주조하기로 합의에 도달했다. 그러나 유통용 달러는 은이 없으며 더 많은 양이 주조될 것이었다. 수집용 주화를 주조하는 데 필요한 4,740만 트로이 온스의 은은 이미 정부가 보유하고 있던 귀금속에서 나올 것이었다. 이 합의는 맥클루어와 다른 공화당 의원들이 아이다호 출신인 브룩스의 도움을 받아 이루어졌다. 맥클루어는 이 합의를 "나라가 받을 만한 것보다 훨씬 적지만, 우리가 얻을 수 있었던 것보다는 훨씬 많다"고 묘사했다. 은을 포함한 수집용 에디션을 만든 이유는 케네디 하프 달러를 유통에서 몰아낸 사재기를 피하기 위함이었다.
이 합의는 1970년 3월 상원을 통과했지만, 주화에서 은을 완전히 없애기로 결심한 팻맨 하원의원에 의해 하원에서 저지되었다. 상원은 9월에 이 법안을 다시 통과시켰고, 이번에는 팻맨이 원했던 은행 지주 회사 법안에 부칙으로 첨부했다. 이 법안은 또한 하프 달러에서 은을 제거하고 희귀 은 달러를 GSA로 이전하는 조항을 포함했으며, 회의 위원회에서 승인되어 양원을 통과했다. 닉슨은 이 법안이 서명 없이 법으로 통과되도록 내버려둘 생각이었다. 보좌관들이 의회가 휴회했으므로 법안에 서명하지 않으면 보류거부가 될 것이라는 사실을 깨달았을 때, 닉슨은 1970년 12월 31일 자정 마감 몇 분 전에 급히 서명했다.

## 디자인

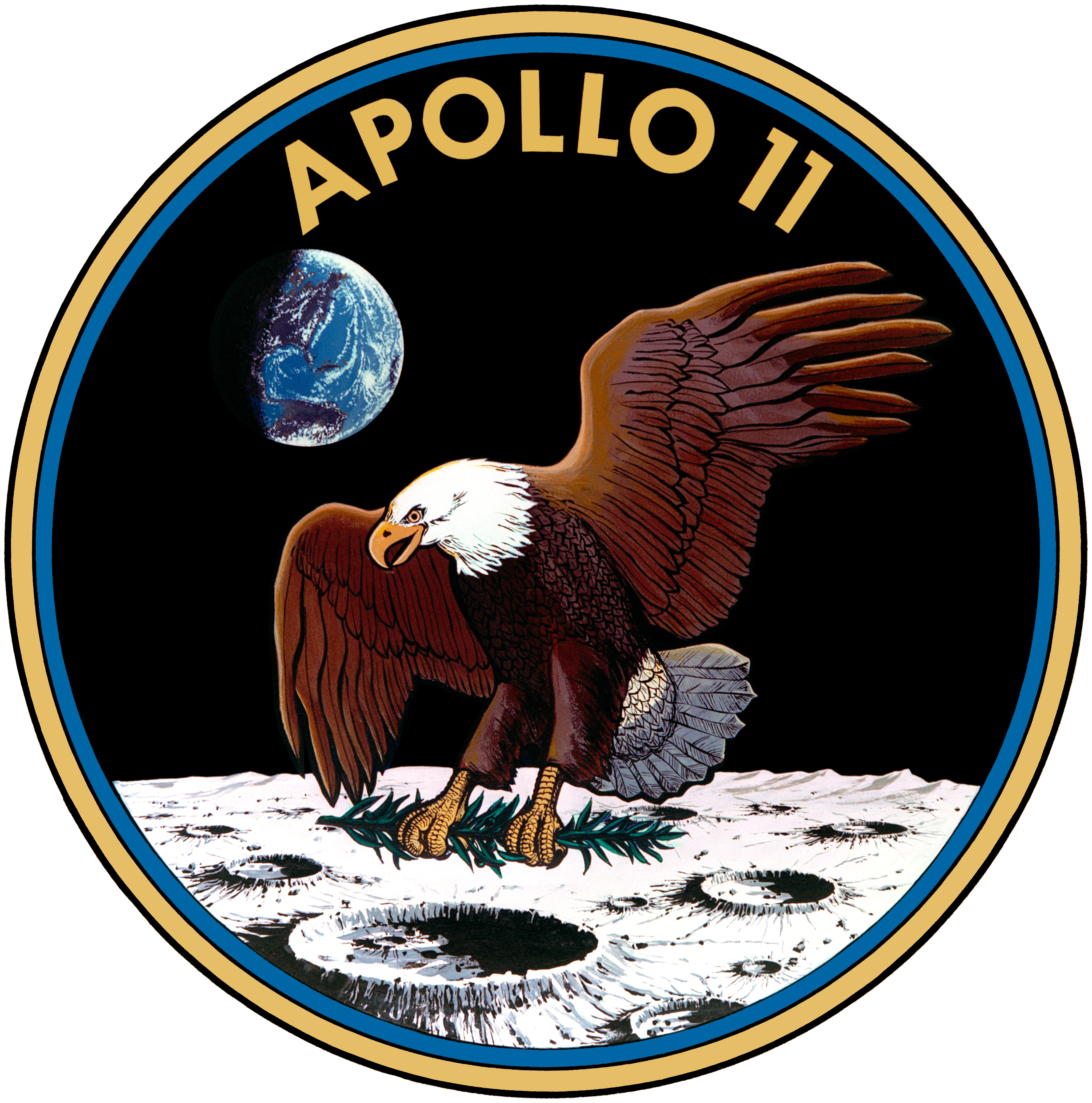
마이클 콜린스 우주비행사가 디자인한 아폴로 11호 임무 휘장은 아이젠하워 달러 뒷면의 기초가 되었다.

조폐국 수석 조각가 프랭크 가스파로에게 아이젠하워를 주화에 새길 기회는 오랜 꿈의 실현이었다. 1945년 6월 19일, 가스파로는 뉴욕에 모인 4백만 명이 넘는 사람들 중 한 명으로, 유럽 연합군의 승리를 축하하는 퍼레이드를 지켜보았다. 당시 조폐국의 보조 조각가였던 가스파로는 아이젠하워 장군을 잠깐 보았지만, 군중 속에서 물러나 장군의 특징을 스케치했다. 그 스케치는 앞면 디자인의 기초가 되었다. 가스파로는 고(故) 대통령의 부인인 매미 아이젠하워와 주화 양면 디자인에 대해 상의했으며, 브룩스와 가스파로는 1971년 1월 1일 전 미국의 대통령 배우자에게 갈바노(주화 디자인 과정에 사용되는 금속 모델)를 증정했다. 가스파로는 1991년에 1970년 11월 중순부터 6주 동안 작업을 마쳐야 했으며, 수년간 독수리에 대한 광범위한 연구가 뒷면을 만드는 데 큰 도움이 되었고, 그의 스케치가 변경 없이 채택되었다고 썼다. 수석 조각가는 디자인의 전적인 자유를 얻지 못했다. 그는 앞면의 기본 레이아웃이 워싱턴 쿼터와 유사하도록 지시받았다.
법안이 통과되기 전, 가스파로는 실제로 사용된 뒷면과 화폐학 역사가이자 주화 딜러인 Q. 데이비드 바워스가 1870년대에 제작된 시주화를 연상시킨다고 평가하는 좀 더 공식적인 헤럴드 독수리가 있는 뒷면 두 가지를 준비했었다. 의회의 요구에 따라 수석 조각가는 마이클 콜린스 우주비행사 등이 구상한 미션 패치를 기반으로 아폴로 11호 달 착륙을 기념하는 디자인을 만들었다. 바워스는 달 착륙을 "천재적인 선택"이라고 평가하며, 상업적으로 거의 사용되지 않을 달러 주화가 아이젠하워와 달 임무 모두를 기념하는 역할을 할 수 있도록 했다고 말했다. 뒷면에는 달 표면 위를 낮게 날아가는 독수리(달 착륙선 이글을 상징)가 평화의 상징인 올리브 가지를 발톱으로 움켜쥐고 있는 모습이 그려져 있다.
콜린스의 임무 패치 디자인 사용은 처음에 독수리의 맹렬한 표정 때문에 일부 정부 관리들의 반대에 부딪혔다. 가스파로의 초기 구상도 비슷한 반대에 직면했다. 조폐국장은 가스파로가 필라델피아 동물원에 가서 독수리를 살펴본 후 돌아와서 독수리의 포식적인 본성을 강조하는 디자인을 준비했다고 회상했다. 브룩스는 가스파로에게 독수리가 "너무 맹렬하고, 너무 호전적이며, 약간 너무 공격적"이라고 말하며 표정을 더 친근하게 만들 것을 요구했다. 독수리를 바꾸어야 해서 불쾌해했다고 전해지는 가스파로는 최종 버전을 "보기 좋다"고 묘사했다. 미국 국무부 또한 독수리의 표정이 불쾌감을 줄 수 있다고 우려하여 중립적인 모습을 요구했다. 새 위에는 멀리 떨어진 지구가 보이며, 원래의 주들을 기리기 위해 13개의 별이 있다.
바워스는 아이젠하워 흉상이 가스파로에 의해 "잘 조각되었다"고 평가하며, 뒷면 독수리가 전쟁의 상징인 화살 대신 올리브 가지(평화의 상징)만 들고 있다는 사실이 "대중이 디자인을 좋아할 것임을 의미한다"고 지적한다. 그럼에도 불구하고 그는 아이젠하워의 엄격한 표정이 온화함으로 유명한 사람의 전형적인 모습이 아니라는 비판을 널리 받았다고 언급한다. 화폐학 저술가 데이비드 랑게는 "아이젠하워 달러는 미국 조폐국에서 나온 가장 조악한 제품 중 하나"라고 평한다. 랑게는 가스파로가 케네디 하프 달러와 링컨 기념관 뒷면에서는 주화의 한 면만 디자인했지만, "아이젠하워 달러는 그만의 디자인이었고 그의 재능을 보여주는 쇼케이스가 되었어야 했다. 안타깝게도, 그것은 아이크의 머리카락과 독수리 깃털을 부자연스럽게 표현하는 그의 전형적인 특징을 드러내는 평범한 디자인이다"라고 썼다. 일부 수집가들은 주화 출시 후 지구가 완전히 표시되지 않았다고 불평했는데, 가스파로가 임무 배지를 충실히 따랐다는 사실을 깨닫지 못했다. 수석 조각가는 디자인을 명확히 설명함으로써 이에 응답했다.

## 발행

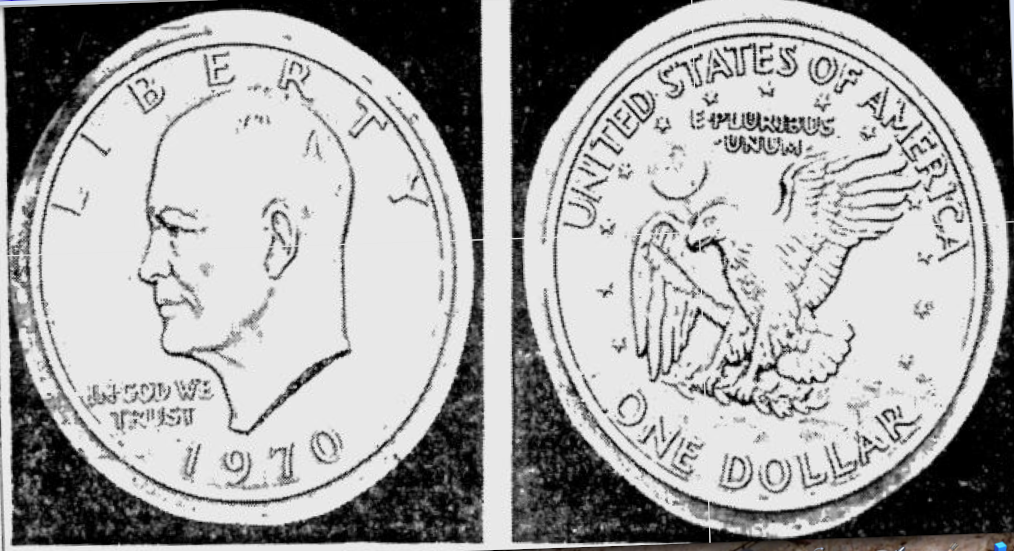
1971년 1월 재무부가 공개한 아이젠하워 달러 디자인 (아마도 갈바노 사진에서 유래)

1971년 1월 25일 필라델피아 조폐국에서 두 개의 시제품 달러가 주조되었으며, 이후 파괴되었다. 그러나 수집가들은 최소 두 개의 1971-S 주화가 시제품으로 인증된 것을 발견했다. 이러한 큰 구리-니켈 조각을 주조하는 것은 조폐국의 주형에 파괴적이라는 것이 입증되었고, 가스파로는 순환용 주화와 미유통 은피 주화에 사용될 구호(relief)를 낮추기 위해 잔비에 리듀싱 선반을 반복적으로 사용했다. 수석 조각가는 구호가 낮아지면서 잃어버린 세부 사항 중 적어도 일부를 복원하기 위해 결과 마스터 주형을 직접 수정했다. 그러나 샌프란시스코에서 주조된 프루프 주화는 높은 구호를 유지했다. 이는 1971년과 1972년 대부분 (더 좋은 품질의 강철이 주형에 사용될 때까지) 미유통 주화는 프루프 주화에 비해 구호가 낮고 세부 사항이 적은 표면을 가졌다는 것을 의미했다. 프루프 주화는 세부 사항을 완전히 표현하기 위해 천천히, 그리고 일반적으로 여러 번 주조된다. 아이젠하워 달러의 유통 주화 주조는 2월 3일 덴버에서 아무런 의식 없이 시작되었다. 필라델피아에서도 연초에 주조가 시작되었지만, 바워스는 그의 은화 및 클래드 달러 주화에 대한 종합 백과사전에서 구체적인 날짜를 기록하고 있지 않다. 40% 은을 포함한 첫 번째 아이젠하워 달러는 미유통 상태로 1971년 3월 31일 샌프란시스코 시험국(현재의 샌프란시스코 조폐국)에서 주조되었으며, 브룩스는 의례적으로 프레스를 작동했다. 첫 번째 주조된 주화는 매미 아이젠하워에게 증정되었고, 두 번째는 데이비드 아이젠하워 (드와이트와 매미 아이젠하워의 손자)에게, 세 번째는 데이비드 아이젠하워의 장인인 닉슨 대통령에게 증정되었다.

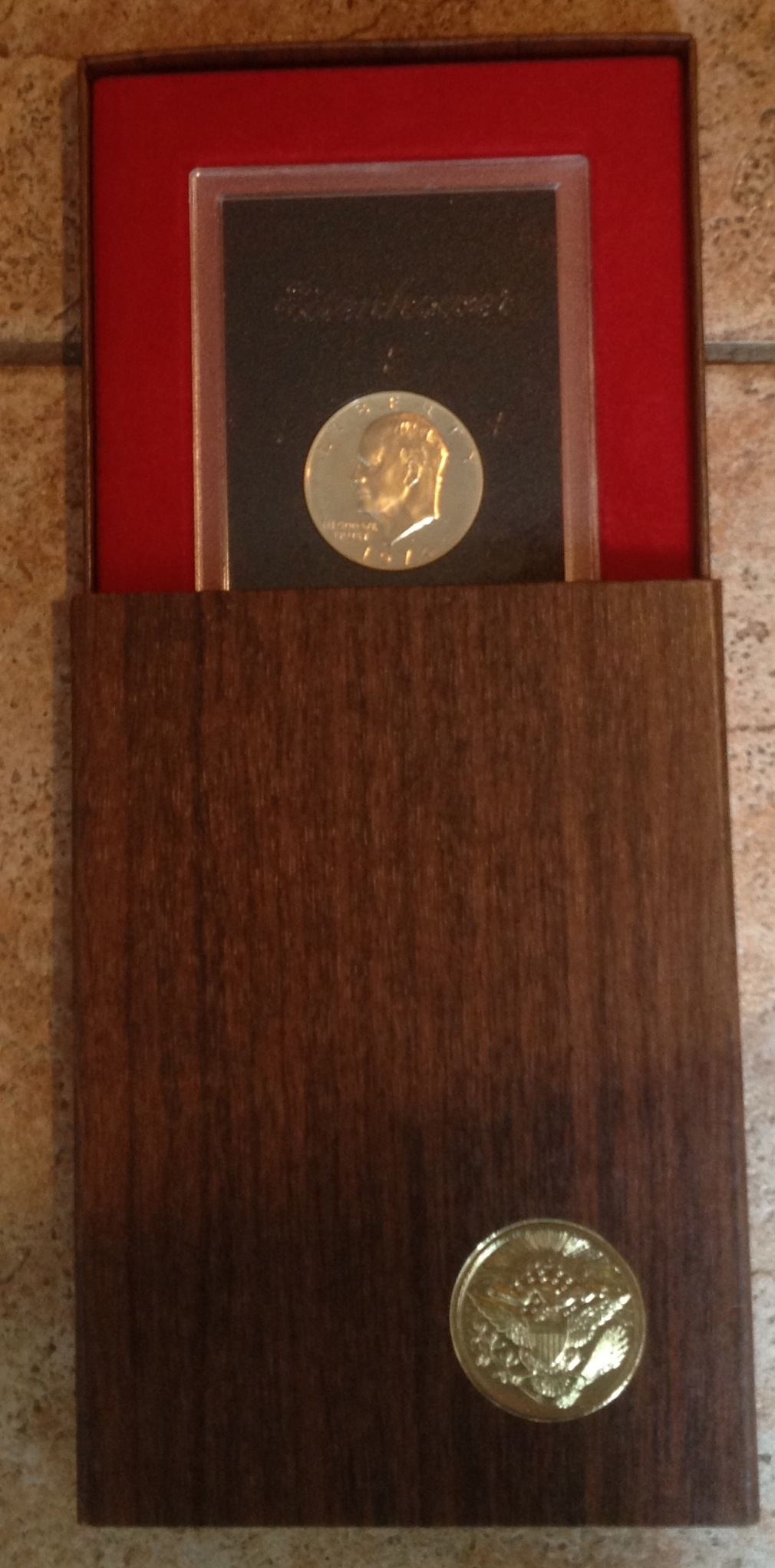
1974-S "브라운 아이크", 주화와 홀더를 보여주기 위해 부분적으로 개봉됨

1971년 1월 29일, 조폐국은 샌프란시스코에서 주조될 40% 은 주화의 가격을 발표했다: 미유통 주화는 3달러, 거울면 프루프 주화는 10달러이며, 주문은 7월 1일부터 우편으로 받기 시작하며, 고객당 각 5개로 제한된다. 대중을 위한 주문 양식은 44,000개의 우체국과 33,000개의 은행으로 배송되었으며, 6월 18일까지 배포하지 말라는 지시가 있었다. 조폐국은 너무 일찍 보낸 일부 주문을 반송했다. 1971년 유통 주화의 민트 세트에는 아이젠하워 달러가 포함되지 않았다.
샌프란시스코에서 첫 번째 프루프 주화 주조는 7월에 이루어졌다. 프루프 주화는 금색 독수리 봉인이 있는 갈색 상자 안의 플라스틱 홀더에 담아 판매되었고, 미유통 은 주화는 파란색 봉투 안의 플리오필름에 싸여 있었다. 이들은 각각 "브라운 아이크(brown Ikes)"와 "블루 아이크(blue Ikes)"로 불렸으며, 지금도 그 이름으로 알려져 있다. 1971년 7월 27일, 닉슨 대통령은 백악관 행사에서 첫 번째 주조된 주화를 매미 아이젠하워에게 증정했다. 40% 은 주화 판매는 10월 8일에 종료되었고, 첫 프루프 주화는 아이젠하워 대통령의 생일인 10월 14일에 수집가들에게 우편으로 발송되었다.
미국 조폐국이 발행한 역대 최대 규모의 피복 주화인 아이젠하워 달러의 피복 유통 주화는 1971년 11월 1일부터 은행을 통해 일반 대중에게 판매되었다. 많은 주화가 수집가들에 의해 보관되었다. 초기에는 주화에 대한 수요가 충분하여 많은 은행들이 고객당 한 개로 제한을 두었다. 피복 주화는 조폐국이 계약업체로부터 구매한 주화 스트립으로 주조되었다. 많은 주화가 제대로 주조되지 않아 수집가들이 더 나은 주화를 찾기 위해 롤 단위로 구매했다. 상당수의 주화에서 기름막이 발견되었으며, 이 주화들은 수집가들에 의해 세척되었다.
새로운 달러에 대한 대중의 관심이 처음에는 강했음에도 불구하고, 주화는 처음부터 유통에 실패했다. 1976년, 재무부가 민간 회사와 협력하여 실시한 연구에 따르면 아이젠하워 달러는 거의 100%의 소실률을 보였는데, 이는 주화가 거의 항상 한 번의 거래에 사용된 후 유통이 중단되었다는 의미이다(이에 비해 쿼터의 소실률은 거의 0에 가까웠다). 이는 주화의 부피가 크고 무거우며, 잠재적인 용도가 부족했기 때문이다. 그럼에도 불구하고, 네바다주 카지노에서 개인 발행 토큰을 빠르게 대체하는 데 성공했다. 화폐학자 랜디 캠퍼에 따르면, "유통되는" 아이젠하워 달러의 70% 이상이 카지노에서 사용되었다. 비록 자동판매기 산업이 아이젠하워 달러를 위해 로비했지만, 주화를 받을 수 있도록 개조된 기계는 거의 없었다. 랑게는 "사실 이 주화는 카지노와 주변 지역 외에서는 유통되지 않았고, 나는 이 주화를 받는 자동판매기를 본 기억이 없다"고 회상했다.

## 생산

### 초기 (1971–1974)

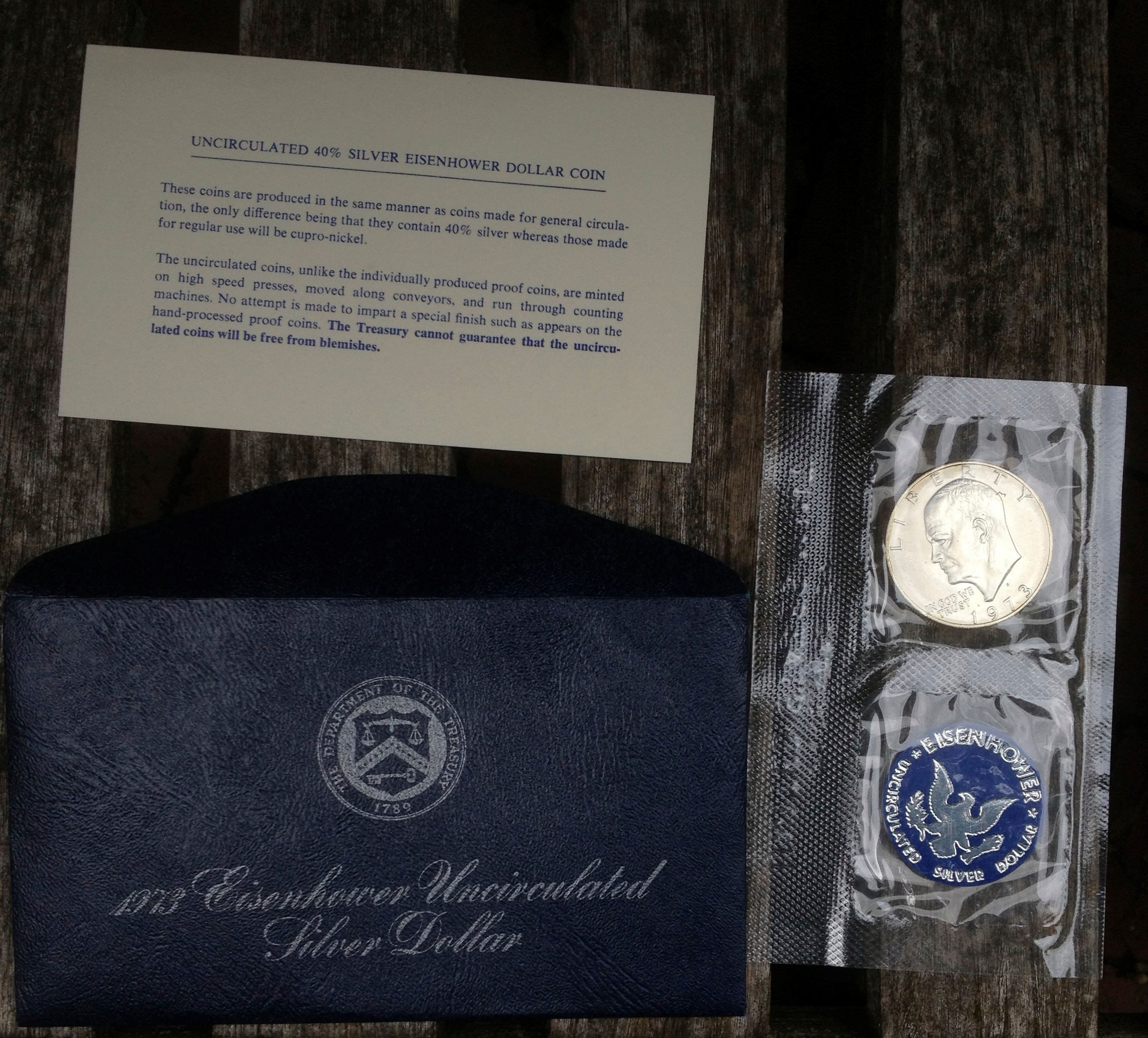
1973-S "블루 아이크": 봉투, 플리오필름 주화 홀더, 인쇄된 삽입물

조폐국은 1971년에 아이젠하워 달러를 1억 2천 5백만 개 이상 주조하여, 달러 주화의 연간 최대 생산량을 두 배 이상 늘렸다. 1972년에 1억 7천만 개 이상으로 주조량이 증가했음에도 불구하고, 그리고 틀:COINage 잡지가 "조폐국 측의 거의 영웅적인 조치"라고 표현했음에도 불구하고, 주화는 유통되지 않았다. 1974년 틀:COINage 기사에서 화폐학자 클레멘트 F. 베일리는 "주화의 유통 가치는 전혀 없었다"고 언급했다. 많은 아이젠하워 달러는 비수집가들에 의해 기념품으로 보관되었다. 그럼에도 불구하고 은화는 너무 잘 팔려서 1971년 10월 조폐국장 브룩스는 1971-S 프루프 달러 주문이 1972년까지 모두 채워지지 않을 것이라고 경고했다. 그녀는 지연의 원인을 대중의 엄청난 수요와 생산상의 어려움에 돌렸으며, 이는 수정되었다고 밝혔다. 1971-S 은 주화는 프루프와 미유통 모두 합쳐 1,100만 개 이상 판매되었으며, 이 중 400만 개 이상이 프루프 주화였다. 1972년 5월, 상원 위원회에서 증언한 재무장관 존 코널리는 조폐국이 아이젠하워 달러 은 버전으로 벌어들인 이익을 "터무니없이 많다"고 묘사했으며, 은화 한 개당 평균 이익이 3.89달러였고, 생산 효율성이 높아짐에 따라 더 증가할 것으로 예상했다. 조폐국 관계자들은 가격을 낮추면 이미 주화를 구매한 사람들이 화를 낼 것이라고 생각했다.
1972년 은화는 다시 샌프란시스코에서 주조되었다. 판매량은 크게 감소하여 미유통 220만 개 미만, 프루프 180만 개로 떨어졌다. 부분 은 1972-S 아이젠하워 달러는 우편 주문으로 판매되었으며, 주문 기간은 프루프 주화의 경우 5월 1일부터 7월 15일까지, 미유통 주화의 경우 8월 1일부터 10월 16일까지였다.
충분한 아이젠하워 달러 재고가 있었기 때문에 연방준비은행은 1973년에 주문할 필요가 없었고, 유통용으로 주조된 것도 없었다. 1973년과 1973-D는 민트 세트에 포함된 최초의 아이젠하워 달러였으며, 이론적으로는 그렇게만 구할 수 있었다. 수년에 걸쳐 많은 1973년과 1973-D 달러 주화가 유통에서 발견되었으며, 이는 조폐국이 예상했던 만큼의 민트 세트를 판매하지 못하여 녹았다고 보고된 230,798개의 주화가 유통에 풀렸다는 추측으로 이어졌다. 존 웩슬러, 빌 크로포드, 케빈 플린은 그들의 아이젠하워 달러 저서에서 1974년 민트 공공 서비스 담당 부국장 로이 C. 카훈의 편지를 인용하며 이를 부인했는데, 이 편지에는 미판매 민트 세트의 1973년 아이젠하워 달러는 모두 녹았다고 명시되어 있었다. 1973-S는 기본 금속 프루프 세트와 일반 "블루 아이크" 및 "브라운 아이크"에 포함되기 위해 주조되었다. 부분 은 주화 판매량은 총 290만 개 미만으로 떨어졌다. 이 주화는 1974년에 다시 유통용으로 주조되었으며, 민트 세트와 프루프 세트에 포함되었고, 샌프란시스코에서 프루프 및 미유통 은피로 구할 수 있었다. 의회는 1974-S 은화 판매 수익금의 일부를 뉴욕 세네카 폴스의 아이젠하워 대학교를 지원하는 데 사용하도록 명령했다. 주화 수집가들은 이것이 나쁜 선례를 세운다고 생각했지만, 1974년부터 1978년 사이에 약 9백만 달러가 이 대학에 지급되었다. 그러나 이러한 자금 투입에도 불구하고 이 대학은 1982년에 문을 닫았다.

### 독립 200주년 기념판 (1975~1976)
독립 200주년 기념 뒷면
- 타입 I 독립 200주년 기념판, 1975년 주조
- 타입 II 독립 200주년 기념판, 1975–76년 주조

미국은 1892년부터 1954년까지 연방 지원을 받을 만한 가치가 있다고 여겨지는 단체의 기금 모금을 위해 기념주화를 발행했다. 후원 단체는 승인 법안에 지정되며, 액면가로 주화를 매입하여 대중에게 프리미엄을 붙여 판매하고 차액을 취할 수 있었다. 주화 발행과 관련된 여러 문제들, 특히 유통의 부적절한 처리와 공공 주화가 사적 이익을 위해 사용되어서는 안 된다는 불만으로 인해 재무부는 이러한 발행에 강력히 반대했고, 1954년 이후로는 발행되지 않았다.
미국 혁명 200주년 기념 위원회(ARBC)는 1966년 의회에 의해 미국 독립 200주년(이른바 "독립 200주년 기념")을 감독하는 기구로 설립되었다. 1970년에 이 위원회의 주화 및 메달 자문 위원회는 특별 하프 달러 발행을 권고했으며, 이어서 위원회는 유통되는 미국 주화의 임시 재설계를 모색했다. 브룩스와 조폐국은 처음에 이러한 제안을 실행하기 위한 법안에 반대했지만, 결국 브룩스는 쿼터, 하프 달러, 달러 주화의 뒷면을 재설계하고, 은피 특별 수집 세트를 발행하는 법안을 지지했다. 이를 승인하는 법안은 1973년 10월 18일 닉슨 대통령에 의해 서명되었다. 이 법안의 조건에 따라, 1975년 7월 4일 이후부터 1976년 12월 31일 사이에 유통될 이들 액면가의 주화는 특별한 뒷면 디자인을 가지며, 1776–1976이라는 날짜도 새겨질 것이었다. 총 1,500만 세트(총 4,500만 개)의 주화가 은피로 주조되어 대중에게 프리미엄을 붙여 판매될 예정이었다.

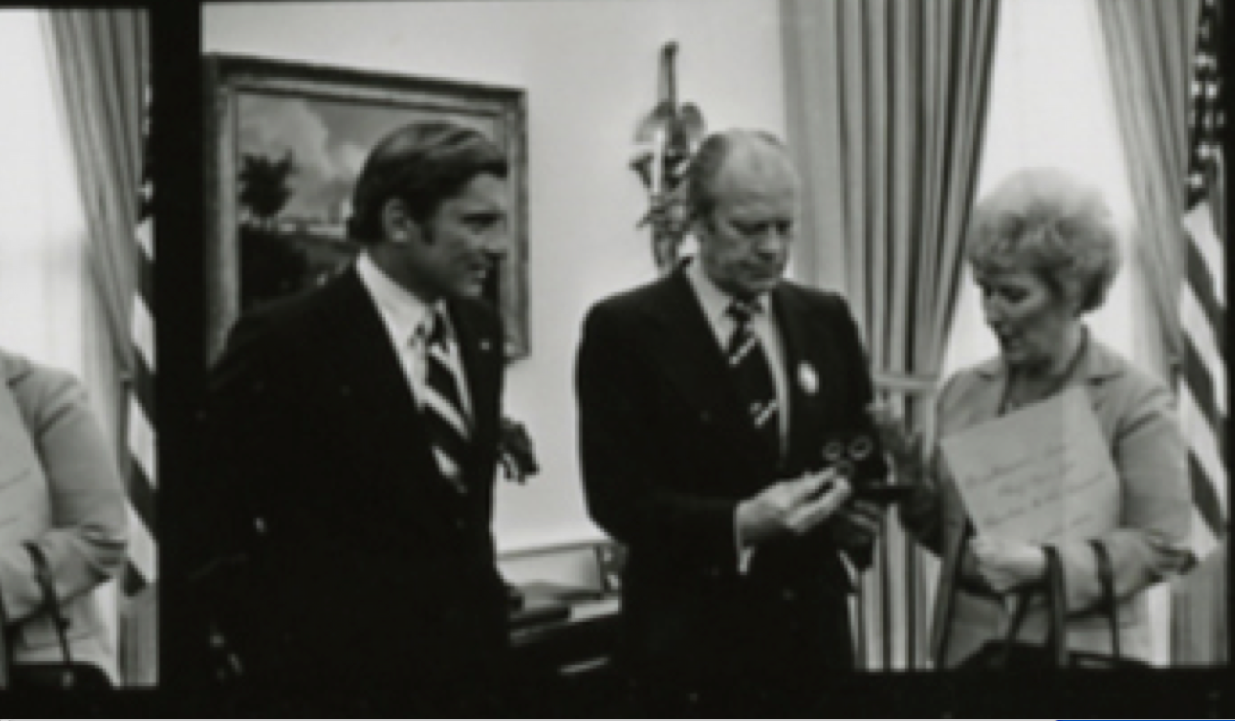
조폐국장 메리 브룩스가 1974년 11월 13일 제럴드 포드 대통령 (중앙)에게 첫 독립 200주년 기념 주화 세트를 증정하고 있으며, 미국 혁명 200주년 기념 행정국장 존 워너가 지켜보고 있다.

세 독립 200주년 기념 주화의 뒷면 디자인은 일반 대중에게 개방된 디자인 공모전을 통해 결정되었다. 이 공모전은 1974년 1월에 마감되었고, 3월에는 22세 미술 학생 데니스 R. 윌리엄스가 제출한 디자인이 달러 주화용으로 선정되었다. 윌리엄스는 당시 미국 주화를 디자인한 최연소 인물로, 달을 배경으로 자유의 종이 새겨진 디자인을 제출했다. 가스파로는 달 표면의 특징을 단순화하고 글자와 종을 수정하여 디자인을 약간 변경했다. 윌리엄스와 다른 액면가 주화의 디자이너들은 1974년 8월 12일에 첫 주화를 주조하는 프레스를 작동시켰다. 이 시제품 세트는 나중에 새 대통령인 제럴드 포드에게 증정되었다. 윌리엄스의 디자인은 대중에게 호평을 받았지만, 일부 화폐학자들로부터 자유의 종이 이전에 주화에 사용된 적이 있다는 비판을 받았다(예: 프랭클린 하프 달러에 사용됨). 주조량이 적은 1975년 주화가 사재기될 것을 우려하여, 조폐국은 1974년 12월에 독립 200주년 기념 주화 주조를 시작하기 전까지 1974년 날짜 주화를 계속 주조할 수 있도록 하는 법안을 얻어냈다.
독립 200주년 기념 달러 주화는 세 액면가 중 대중에게 배포되기 위해 처음으로 주조된 주화였으며, 1975년 2월에 주조가 시작되었다. 은화는 1975년 4월 23일 샌프란시스코에서 주조되기 시작했다. 조폐국은 구리 니켈 달러 주화가 불분명하게 주조되는 문제를 발견했는데, 이는 은화에서는 나타나지 않았다. 브룩스는 가스파로가 주형을 수정할 수 있도록 생산을 중단시켰다. 가장 눈에 띄는 변화는 수정된 주화, 즉 타입 II로 알려지게 된 주화가 뒷면에 더 좁고 선명한 글자를 가지고 있다는 점이다. 모든 은화(샌프란시스코에서만 주조)는 타입 I이며, 세 조폐국 모두 타입 I과 타입 II 구리 니켈 주화를 주조했다. 1975년 프루프 세트에 포함된 모든 달러 주화는 타입 I이며, 1976년 프루프 세트에 포함된 모든 주화는 타입 II이다. 첫 독립 200주년 기념 달러 주화는 1975년 10월 13일 유통에 풀렸다. 2억 2천만 개 이상이 주조되었다. 독립 200주년 기념 디자인은 1976년 이후 사용되지 않았으며, 은피 독립 200주년 기념 주화 세트는 1986년 말 판매가 완전히 종료될 때까지 조폐국에서 판매되었다.
은피 독립 200주년 기념 주화 중 민트 마크가 없는 프루프 주화 한 개가 알려져 있는데, 이는 제럴드 포드 대통령에게 증정된 시제품 세트의 달러 주화와 유사하다. 이 주화는 워싱턴 D.C.의 우드워드 앤 로드롭 백화점의 금전 등록기 서랍에서 나왔다고 한다. 당시 코인 월드 기자였던 토마스 K. 드로리는 발견자와 대화했고 그 이야기에 회의적이었으며, 주화가 정부에서 몰래 얻어졌을 가능성이 더 높다고 생각했다. 그는 주화가 압수되어 화폐학자들이 접근할 수 없게 될 것을 우려하여 당시 출처에 대해 질문하지 않았다. 이 주화는 1987년 개인 판매로 거의 3만 달러를 기록했다.

### 마지막 해와 교체 (1977–1978)
1975년, 재무부는 유통되지 않는 달러 주화를 주조하는 데 자원이 소모되는 것을 우려했다. 재무부는 6가지 현재 미국 주화 액면가를 연구하고 권고안을 제시할 민간 기업을 고용했다. 이 기업은 보고서에서 아이젠하워 달러가 너무 크고 무거워 효과적으로 유통되지 않는다고 결론지었지만, 지름을 약 3분의 1, 무게를 3분의 2 줄이면 사용될 수 있을 것이라고 보았다. 이 보고서는 "아이젠하워 달러는 크고 무거워서 대중에게 널리 받아들여지지 않았다"고 밝혔다. 1977년 1월, 퇴임 직전, 포드 행정부의 재무장관 윌리엄 E. 사이먼은 1센트와 하프 달러의 폐지, 그리고 달러의 크기 축소를 제안했다. 바워스에 따르면, 재무부는 아이젠하워 달러만큼 큰 주화는 미국에서 유통되지 않을 것이라고 믿게 되었다.
조폐국은 더 작은 크기로 다양한 모양과 구성을 가진 시제품 주화를 주조했다. 쿼터와 차별화하기 위해 11각형 주화가 고려되었지만, 이 시제품은 자동판매기에서 작동하지 않았다. 조폐국이 표준 백동 구성을 결정하기 전까지 티타늄과 같은 이국적인 금속도 고려되었다. 가스파로는 유통 주화용으로 초기 미국 주화와 유사하게 흐르는 머리카락을 가진 자유 여신 디자인을 준비했다.
아이젠하워 달러가 소멸을 기다리는 동안, 매년 약 5천만 개가 주조되었고, 뒷면에는 독수리 디자인이 사용되었다. 두 해 모두, 주조된 대부분은 덴버에서 이루어졌다. 은 수집가용 에디션은 발행되지 않았고, 파란색과 갈색 아이크는 1974년을 끝으로 종료되었다.
새로운 재무장관 마이클 블루멘탈은 의회 증언에서 가스파로의 디자인을 지지했다. 위스콘신주 상원의원 윌리엄 프록스마이어는 블루멘탈의 입장을 "회피"라고 불렀다. 프록스마이어는 디자인 선택권을 블루멘탈이나 그의 후임자에게 맡기는 법안을 발의하는 것을 거부하고, 대신 초기 여성 권리 운동가인 수전 B. 앤서니를 기리는 자체 법안을 발의했다. 새 의회와 카터 행정부의 많은 이들은 사회 진보주의자였고, 여성 해방을 지지했다. 오하이오주 하원의원 메리 로즈 오카도 1978년 10월 수전 B. 앤서니 달러 법안을 제출했고, 이는 의회를 빠르게 통과하여 지미 카터 대통령에 의해 서명되었다. 가스파로는 앤서니의 사진을 받아 주화에 그녀의 모습을 정확히 재현하라는 지시를 받았다. 앤서니의 엄격한 표정 때문에 일부 사람들은 이 주화를 "수전 B. 고통" 달러라고 불렀다. 아이젠하워 달러의 뒷면은 앤서니 달러에 사용되었다. 조폐국은 대중이 새 주화를 사재기할 것이라고 확신하여 1979년 7월 2일 공식 출시 전에 5억 개를 생산했다. 하지만 걱정할 필요가 없었다. 대중은 새 주화가 쿼터 달러와 크기와 무게가 너무 비슷하다며 빠르게 거부했고, 유통용 생산은 1980년 이후 중단되었다. 조폐국장 스텔라 해클 심스는 "사람들은 아이젠하워 달러에 익숙하지만, 시간이 지나면 수전에 익숙해질 것"이라고 말했다. 새롭고 작은 달러를 우편 거래에서 잔돈으로 주거나, 유럽 주둔 미군 병사들에게 강제로 사용하게 하려는 시도가 있었으나 모두 실패했다.
아이젠하워 달러는 은으로 주조된 마지막 정규 발행 달러 주화이며(수집가 및 프루프 주화는 40% Ag 순도로 주조됨), 원래의 큰 크기로 주조된 마지막 달러 주화이며, 백동으로 주조된 유일한 "대형 달러"(즉, 이전의 90% 달러 주화와 동일한 38mm 직경)이다.

## 수집
날짜와 주조 마크별로 수집하면 아이젠하워 달러 중 희귀한 것은 없다. 따라서 주화는 비교적 저렴하며 전체 세트를 어렵지 않게 구할 수 있다. 그러나 많은 주화가 제대로 주조되지 않아, 특히 1971년과 1972년에는 세부 사항이 불분명했으며, 대부분의 주화는 주조 직후 서로 부딪혀 흠집, 긁힘 또는 "가방 자국"이 생겼다. 저품질 은화는 녹일 수 있지만, 아이젠하워 달러는 귀금속 함량이 부족하여 실용적이지 않으므로 딜러들은 액면가에 대한 프리미엄을 최대한 얻으려 한다. 최고 등급의 표본으로 세트를 완성하는 것은 어려울 수 있으며 비용이 많이 들 수 있다. 특히 민트 세트로 판매되지 않아 은행을 통해서만 수집가에게 전달된 필라델피아 또는 덴버산 1971년과 1972년 주화는 더욱 그렇다. 2013년 6월, 흠집 없는 MS-67 상태에서 그 날짜와 민트 마크로 알려진 가장 좋은 표본 10개와 동률을 이룬 1973-D 주화는 12,925달러에 팔렸다. 화폐학자 스티브 리치에 따르면, "아이젠하워 달러와 같은 현대 주화가 제3자 인증을 위해 더 많이 제출됨에 따라, 최고 등급의 많은 발행물의 진정한 희귀성이 명확해지고 있다."
일부 1971-D 주화는 (여러 차이점 중) 독수리에 눈썹선이 없는 변형을 보인다. 이는 아이젠하워 달러 전문가들에 의해 "친근한 독수리 패턴"이라고 불린다. 필라델피아에서 주조된 1972년 달러는 가스파로가 조폐국의 주형에 사용되는 더 나은 강철을 활용하기 위해 디자인을 조정한 결과 세 가지 변형으로 나뉜다. 중반기 디자인 변경은 브룩스에 의해 뉴올리언스에서 열린 1972년 미국 화폐학회 대회에서 발표되었지만, 그녀는 정확히 무엇이 변경되는지는 밝히지 않았다. 세 가지 변형은 뒷면에 묘사된 지구의 모습을 통해 구별할 수 있다. 타입 I 달러는 지구가 다소 납작하고 플로리다가 남동쪽을 향하며, 섬들이 대부분 반도 끝 남동쪽에 위치한다. 타입 II는 지구가 둥글고 플로리다가 남쪽을 향하며, 남동쪽에 단 하나의 큰 섬이 있다. 타입 III는 타입 II와 유사하지만, 반도 바로 남쪽에 두 개의 섬이 있다. 타입 II는 1972년 3월에 사용된 단일 뒷면 주형에서 나왔으며, 필라델피아에서 잘못 사용되었다. 이는 샌프란시스코에서 주조된 은 프루프 주화와 동일하며, 그 주화에 사용되었어야 했다. 타입 III는 1972년 9월에 타입 I을 대체하여 사용되었다. 타입 I이 가장 흔하며, 타입 III 디자인은 1973년 이후에 사용되었다. 1972년 타입 II는 최고 등급에서 비싸며, 민트 세트에서만 구할 수 있었던 필라델피아의 1776–1976 타입 I도 마찬가지이다.
일부 1971-S 프루프 주화(및 일부 미유통 1971-S 주화)는 "LIBERTY"의 "R" 글자 아래에 있는 세리프가 없다. 이는 "페그 레그(peg leg)" 변형이라고 불린다. 1972-S 주화는 미유통과 프루프 모두에서 세리프가 없다. 조폐국이 주형용으로 더 나은 강철을 얻은 후, 세리프는 나머지 비독립 200주년 기념 주화(모든 조폐국)에서 다시 나타났지만, R의 다리가 짧아졌고, 타입 II 독립 200주년 기념 주화(타입 I은 R에 세리프가 없음)에서도 그러했다. 가스파로는 주화 발행 기간 동안 아이젠하워의 머리 세부 묘사를 개선하려고 노력했으며, R이 머리에 가장 가까운 글자이기 때문에 이러한 변경은 주화가 주조될 때 금속의 흐름을 개선하려는 노력의 일환이었을 가능성이 높다.
1974년과 1977년에 덴버 조폐국은 은피 프레헤드(planchets) 또는 블랭크 위에 소수의 주화를 주조했다. 두 번 모두, 이들은 샌프란시스코 시험국에서 덴버로 운송된 프레헤드에서 나왔다. 1974년에 처음 발견된 주화들은 라스베이거스의 두 블랙잭 딜러에 의해 독립적으로 발견되었다. 1974년 프레헤드는 원래 "브라운 아이크" 프루프 주조에 사용될 예정이었다. 당시 조폐국 정책은 거부된 은 프루프 프레헤드는 미유통 "블루 아이크"에 사용되어야 했지만, 이들은 거부된 구리-니켈 프루프 프레헤드 용기에 넣어졌고, 덴버에서 유통용 주조에 사용되기 위해 운송될 예정이었다. 1977년 주화는 독립 200주년 기념 은 프루프 사용을 위해 거부된 주화에서 비롯되었으며, 이들 또한 잘못된 용기에 넣어졌다(조폐국이 더 이상 은 미유통 아이젠하워 달러를 주조하지 않았으므로 녹여야 했다). 각 연도별로 10개에서 20개 정도가 알려져 있다. 웩슬러, 크로포드, 플린은 은으로 된 훨씬 희귀한 1776–1976-D 달러에 대해 보고하지만, 경매에서 제안되거나 주요 주화 등급 서비스에 제출된 적은 없다고 말한다.
바워스는 모건 달러(1878년부터 1921년까지 주조)가 당시에는 널리 수집되지 않았지만, 나중에 매우 인기를 얻었다고 언급하며, 언젠가는 아이젠하워 달러의 차례가 올 것이라고 제안한다. 화폐학자 찰스 모건은 2012년에 아이젠하워 달러에 대해 다음과 같이 말했다.
그것은 오늘날 미국 역사상 클래드 주화의 가장 위대한 성과로 남아 있다. 그것은 기술적으로 가장 어려웠던 주화였다... 아이젠하워 달러를 연구하는 것은 은 시대 이후가 어떠했는지 이해하고자 하는 화폐학 역사가들에게 매우 중요하다. 아이젠하워 달러는 고귀한 실패였다. 이러한 점에서, 그것은 진정으로 완벽한 수집용 주화이다.

## 주조량
| 유통 주조: - 1971 47,799,000 - 1971-D 68,587,424 - 1972 75,890,000 - 1972-D 92,548,511 - 1973 1,769,258 - 1973-D 1,769,258 - 1974 27,366,000 - 1974-D 45,517,000 (1975년 날짜가 새겨진 달러 없음) - 1776–1976 Type I 4,019,000 - 1776–1976-D Type I 21,048,710 - 1776–1976 Type II 113,318,000 - 1776–1976-D Type II 82,179,564 - 1977 12,596,000 - 1977-D 32,983,006 - 1978 25,702,000 - 1978-D 33,102,890 | 미유통 은: - 1971-S 6,868,530 ("블루 아이크") - 1972-S 2,193,056 ("블루 아이크") - 1973-S 1,883,140 ("블루 아이크") - 1974-S 1,900,156 ("블루 아이크") - 1776–1976-S 4,908,319 (3개 주화 독립 200주년 세트) | 프루프: - 1971-S 은 4,265,234 ("브라운 아이크") - 1972-S 은 1,811,631 ("브라운 아이크") - 1973-S 클래드 2,760,339 (정규 연간 세트) - 1973-S 은 1,013,646 ("브라운 아이크") - 1974-S 클래드 2,612,568 (정규 연간 세트) - 1974-S 은 1,306,579 ("브라운 아이크") - 1776–1976-S 클래드 Type I 2,845,450 (1975 정규 연간 세트) - 1776–1976-S 클래드 Type II 4,149,730 (1976 정규 연간 세트) - 1976-S 은 3,998,621 (3개 주화 독립 200주년 세트) - 1977-S 3,251,152 (정규 연간 세트) - 1978-S 3,127,781 (정규 연간 세트) |

## 같이 보기
- 아폴로 11호의 대중문화적 영향